# Chaetabraeus streitoi
Chaetabraeus streitoi är en skalbaggsart som beskrevs av Yves Gomy 1996. Chaetabraeus streitoi ingår i släktet Chaetabraeus och familjen stumpbaggar. Inga underarter finns listade i Catalogue of Life.